# Arciprestazgo de Tarazona
El Arciprestazgo de Tarazona es uno de los cinco arciprestazgos que componen la diócesis de Tarazona, junto a los de Alto Jalón, Calatayud, Huecha y Bajo Jalón. En la actualidad el arcipreste es D. Ángel Ignacio Tomás Cánovas, párroco de la Iglesia de la Purificación de Nuestra Señora (Lituénigo).

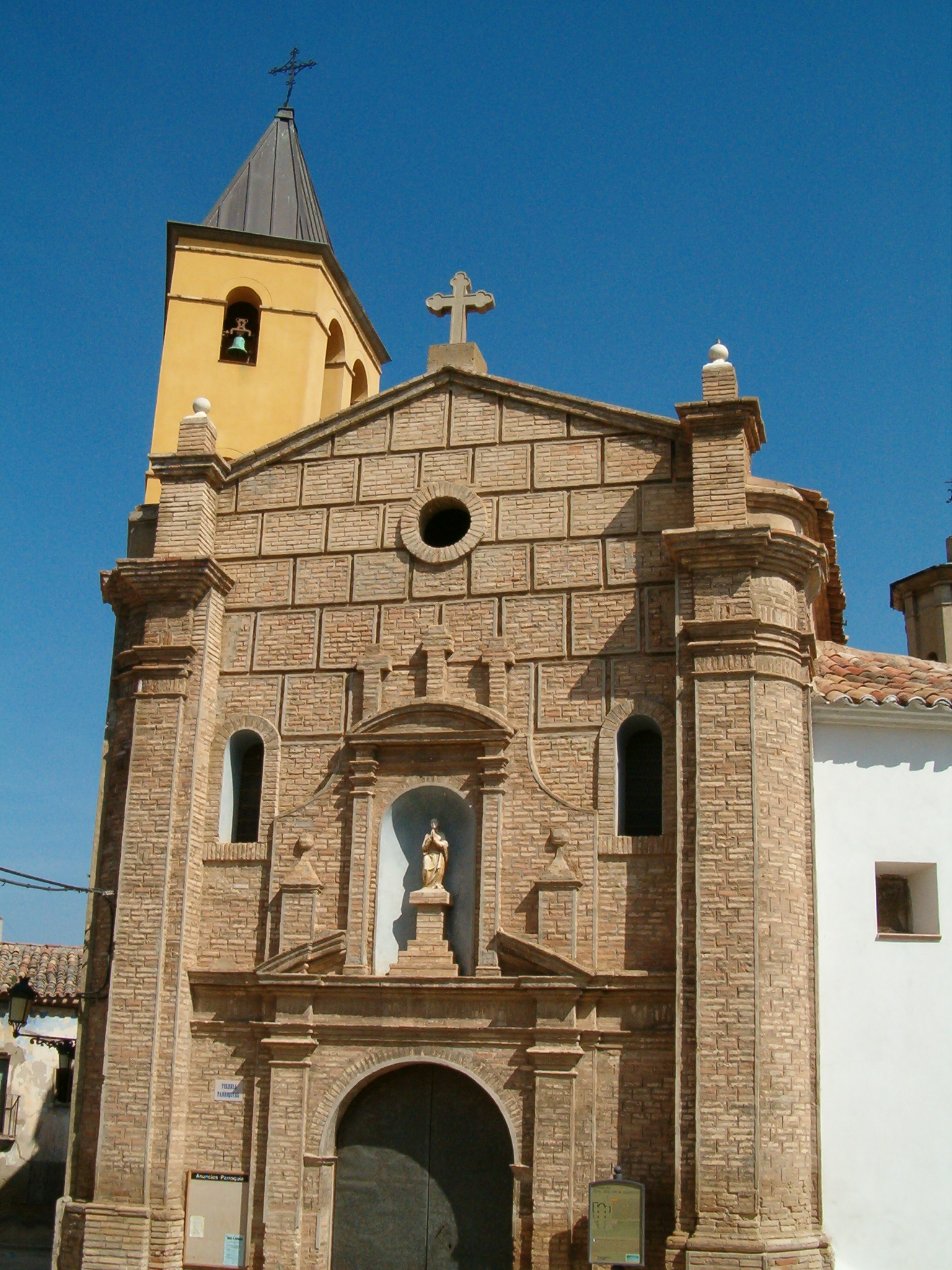
Iglesia novallas

El arciprestazgo lo componen las parroquias de:
| Población                          | Parroquia o lugar de culto                                     |
| ---------------------------------- | -------------------------------------------------------------- |
| Alcalá de Moncayo                  | Iglesia de Nuestra Señora de la Asunción                       |
| Añón de Moncayo                    | Iglesia de Santa María la Mayor                                |
| Cunchillos                         | Iglesia de San Miguel Arcángel                                 |
| Fayos, Los                         | Iglesia de Santa María Magdalena                               |
| Grisel                             | Iglesia de Nuestra Señora de la Asunción                       |
| Litago                             | Iglesia de Nuestra Señora de la Asunción                       |
| Lituénigo                          | Iglesia de la Purificación de Nuestra Señora                   |
| Malón                              | Iglesia de San Vicente Mártir                                  |
| Novallas                           | Iglesia de Nuestra Señora de la Asunción                       |
| San Martín de la Virgen de Moncayo | Iglesia de San Martín de Tours                                 |
| Santa Cruz de Moncayo              | Iglesia de El Triunfo de la Santa Cruz                         |
| Tarazona                           | Iglesia de San Miguel Arcángel                                 |
| Tarazona                           | Iglesia de la Inmaculada Concepción                            |
| Tarazona                           | Iglesia de San Francisco de Asís                               |
| Tarazona                           | Iglesia de Santa María Magdalena                               |
| Tarazona                           | San Andrés de la Catedral-La Merced                            |
| Torrellas                          | Iglesia de San Martín de Tours                                 |
| Tórtoles                           | Iglesia de la Anunciación de Nuestra Señora                    |
| Trasmoz                            | Iglesia Nuestra Señora de Huerta                               |
| Vera de Moncayo                    | Iglesia de la Natividad de Nuestra Señora                      |
| Vierlas                            | Iglesia de San Miguel Arcángel                                 |
| Tarazona                           | Congregación de Marta y María (Residencia Sacerdotal)          |
| Tarazona                           | Hermanas de la Caridad de Santa Ana Colegio de Ntra. del Pilar |
| Tarazona                           | Hermanas de la Caridad de Santa Ana Seminario diocesano        |
| Vera de Moncayo                    | Hermanas de la Caridad de Santa Ana Residencia Sagrado Corazón |